# Plymouth Diving
Plymouth Diving una società sportiva di tuffi britannica con sede a Plymouth, presso il Plymouth Life Centre.

## Panoramica
La Plymouth Diving è stata fondata nel 1992 da Andy Banks, insieme a Peter Squires, col quale ha aperto Plymouth City Sports con l'obiettivo coinvolgere nella disciplina dei tuffi un numero elevato di atleti, anche di giovane età, col fine di scoprire ed accrescere campioni nel trampolino e nella piattaforma da lanciare sulla scena internazionale.
Plymouth Diving è cresciuta nel corso degli anni divenendo una delle più importanti società di tuffi a livello internazionale con numerosi atleti coinvolti in competizioni di rilevanza nazionale ed internazionale. Alcuni atleti della Playmouth Diving hanno guadagnato la qualificazione per i Giochi olimpici estivi di Pechino 2008, Londra 2012 e Rio de Janeiro 2016.

## Tecnici
Tra gli allenatori della Plymouth Diving si annoverano Andy Banks, allenatore della Nazionale Olimpica della Gran Bretagna,  Fito Gutierrez, per sette anni allenatore della Nazionale messicana, e Sally Freeman.

## Tuffatori
Tra i tuffatori più noti della Plymouth Diving vi sono: Tom Daley, campione del mondo nella specialità della piattaforma da 10 metri ai Campionati mondiali di nuoto di Roma 2009 e rappresentante della Gran Bretagna in tre edizioni dei Giochi olimpici; Daniel Goodfellow, vincitore della medaglia di bronzo con Daley ai Giochi olimpici di Rio de Janeiro 2016 nella piattaforma 10 metri sincro; la campionesse europee Sarah Barrow e Tonia Couch.